# Colonia los Mangales
Colonia los Mangales är en ort i Mexiko.   Den ligger i kommunen Santa Cruz Xoxocotlán och delstaten Oaxaca, i den sydöstra delen av landet, 400 km sydost om huvudstaden Mexico City. Colonia los Mangales ligger 1 623 meter över havet och antalet invånare är 147.
Terrängen runt Colonia los Mangales är varierad, och sluttar österut. Runt Colonia los Mangales är det tätbefolkat, med 570 invånare per kvadratkilometer. Närmaste större samhälle är Oaxaca de Juárez, 6,5 km öster om Colonia los Mangales. I omgivningarna runt Colonia los Mangales växer huvudsakligen savannskog.